# Hieracium gothicoides
Hieracium gothicoides es una especie de planta con flor del género Hieracium, de la familia Asteraceae, orden Asterales.

## Taxonomía
Fue descrita científicamente por Pugsl.
Tratamiento taxonómico
La especie aparece registrada y publicada en J. Linn. Soc., Bot. Lond., Bot.